# Медаль імені М. М. Пржевальського
Меда́ль і́мені М. М. Пржева́льського (рос. Медаль имени Н. М. Пржевальского) — нагорода Російського географічного товариства.

## Історія
Заснована у 1895 році як Срібна медаль імені М. М. Пржевальського — в пам'ять заслуг Миколи Пржевальського. Присуджувалася за подорожі в маловідомі або зовсім невідомі місцевості.
Після 1930 року — нагородження було припинено.
Відновили нагородження — після 1946 року. Вже у вигляді Золотої медалі імені М. М. Пржевальського. 
Медаль присуджується донині — за нові і важливі географічні відкриття, дослідження народів Росії та інших країн, а також — за наукові праці з картографії, геодезії, географії та геоморфології.

## Нагороджені

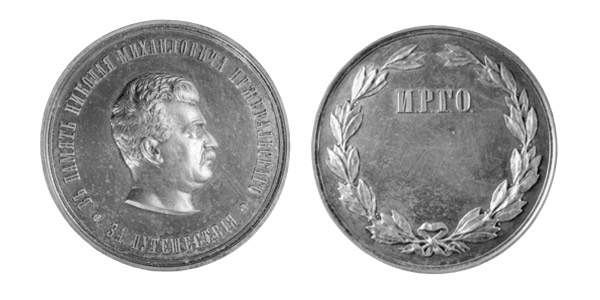
Срібна Медаль імені М. М. Пржевальського

### Срібна медаль

#### Російська імперія
- Андрусов Микола Іванович (1892) — за подорож до Криму, на Кавказ і в Закаспійську область
- Шмідт Юлій Олександрович (1895) — за геодезичні роботи в Середній Азії
- Ячевський Леонард Антонович (1898) — за фізико-географічне і геологічне вивчення Сибіру
- Журавський Андрій Володимирович (1905) — за участь в двох експедиціях в Большеземельську тундру
- Дубянський Володимир Андрійович (1910) — за праці з вивчення пісків Середньої Азії і Європейської Росії

#### СРСР
- Урванцев Микола Миколайович (1924) — за участь у заснуванні заполярного міста Норильська і його гірничо-металургійного комбінату